# Наджмуддін Алі-хан
Наджмуддін Алі-хан (бл. 1747 — 8 травня 1766) — наваб Бенгалії, Біхару й Орісси від 1765 до 1766 року.